# 1,2-Ethandithiol
1,2-Ethandithiol ist eine chemische Verbindung aus der Gruppe der Thiole.

## Gewinnung und Darstellung
1,2-Ethandithiol wird industriell durch die Reaktion von 1,2-Dichlorethan mit Natriumhydrogensulfid hergestellt. Im Labor kann es auch durch Reaktion von 1,2-Dibromethan mit Thioharnstoff, gefolgt von Hydrolyse dargestellt werden.

## Eigenschaften
1,2-Ethandithiol ist eine wenig flüchtige, farblose Flüssigkeit mit unangenehmem Geruch, die praktisch unlöslich in Wasser ist.

## Verwendung
1,2-Ethandithiol wird zur Herstellung von cyclischen Thioacetalen aus Aldehyden verwendet. Bei der Festphasensynthese von Peptiden mit der Fmoc-Strategie wird bei Anwesenheit empfindlicher Aminosäuren, wie beispielsweise Cystein und Methionin, bei der Entschützung durch Trifluoressigsäure häufig etwas 1,2-Ethandithiol zugesetzt, um Nebenreaktionen zu unterdrücken.

## Sicherheitshinweise
Die Dämpfe von 1,2-Ethandithiol können mit Luft ein explosionsfähiges Gemisch (Flammpunkt 44 °C) bilden.